# یاغکوه
یاغکوه، روستایی از توابع بخش شیرگاه شهرستان سوادکوه در استان مازندران ایران است.

## جمعیت
این روستا در دهستان شرق وغرب شیرگاه قرار دارد و براساس سرشماری مرکز آمار ایران در سال ۱۳۸۵، جمعیت آن ۸۶ نفر (۲۵خانوار) بوده‌است.